# Situacijski račun
Situacijski račun je logički formalizam dizajniran za predstavljanje i rezonovanje o dinamičkim domenima. Prvi ga je uveo Džon Makarti 1963. godine. Glavna verzija situacionog računa koja je predstavljena u ovom članku zasnovana je na onoj koju je uveo Rej Rajter 1991. godine. Slede odeljci o Mekartijevoj verziji iz 1986. i formulaciji logičkog programiranja.

## Pregled
Situacioni račun predstavlja promenljive scenarije kao skup logičkih formula prvog reda. Osnovni elementi proračuna su:
- Radnje koje se mogu izvršiti u svetu
- Fluenti koji opisuju stanje u svetu
- Situacije

Domen je formalizovan nizom formula, i to:
- Aksiomi preduslova akcije, po jedan za svaku akciju
- Aksiomi stanja naslednika, po jedan za svakog fluenta
- Aksiomi koji opisuju svet u različitim situacijama
- Temeljni aksiomi situacionog računa

Jednostavan svet robota će biti modelovan kao radni primer. U ovom svetu postoji jedan robot i nekoliko neživih objekata. Svet je postavljen u skladu sa mrežom tako da se lokacije mogu odrediti u smislu koordinatnih tačaka {\displaystyle (x,y)}. Moguće je da se robot kreće po svetu, i da uzima i ispušta predmete. Neki predmeti mogu biti preteški da bi ih robot mogao podići ili krhki tako da se slome kada ih ispuste. Robot takođe ima mogućnost da popravi sve polomljene predmete koje drži.

## Literatura
- J. McCarthy and P. Hayes (1969). Some philosophical problems from the standpoint of artificial intelligence. In B. Meltzer and D. Michie, editors, Machine Intelligence, 4:463–502.  Edinburgh University Press, 1969.
- R. Kowalski (1979). Logic for Problem Solving  - Elsevier North Holland.
- K.R. Apt and M. Bezem (1990). Acyclic Programs. In: 7th International Conference on Logic Programming. MIT Press. Jerusalem, Israel.
- R. Reiter (1991). The frame problem in the situation calculus: a simple solution (sometimes) and a completeness result for goal regression. In Vladimir Lifshitz, editor, Artificial intelligence and mathematical theory of computation: papers in honour of John McCarthy, pages 359–380, San Diego, CA, USA.  Academic Press Professional, Inc. 1991.
- M. Shanahan (1997). Solving the Frame Problem: a Mathematical Investigation of the Common Sense Law of Inertia. MIT Press.
- H. Levesque, F. Pirri, and R. Reiter (1998). Foundations for the situation calculus. Electronic Transactions on Artificial Intelligence, 2(3–4):159-178.
- F. Pirri and R. Reiter (1999). Some contributions to the metatheory of the Situation Calculus.  Pirri, Fiora; Reiter, Ray (1999). „Some contributions to the metatheory of the situation calculus”. Journal of the ACM. 46 (3): 325—361. doi:10.1145/316542.316545.
- R. Reiter (2001). Knowledge in Action: Logical Foundations for Specifying and Implementing Dynamical Systems. The MIT Press.